# Премія «Сезар» за найкращий франкомовний фільм
«Премія „Сезар“ за найкращий франкомовний фільм» (фр. César du meilleur film francophone) — одна з нагород Академії мистецтв та технологій кінематографа Франції, що вручалася у 1984, 1985 та 1986 роках в рамках національній кінопремії «Сезар». Після скасування категорії у 1986 році найкращі франкомовні фільми номінуються у категорії за найкращий фільм іноземною мовою .

## Переможці та номінанти
Нижче наведено список фільмів, що отримали цю премію, а також номінанти. Лауреатів виділено окремим кольором
| Рік  | Назва українською | Оригінальна назва     | Режисер              | Країна       |
| ---- | ----------------- | --------------------- | -------------------- | ------------ |
| 1984 | У білому місті    | Dans la ville blanche | Ален Таннер          | Швейцарія    |
| 1984 | Полегшення        | L'Allégement          | Марсель Шюпбах       | Швейцарія    |
| 1984 | Бенвенута         | Benvenuta             | Андре Дельво         | Бельгія      |
| 1984 | Щастя випадково   | Bonheur d'occasion    | Клод Фурньє          | Канада       |
| 1984 | Ліжко             | Le Lit                | Маріон Генсель       | Бельгія      |
| 1984 | Лише гра          | Rien qu'un jeu        | Брижіт Сор'єль       | Канада       |
| 1985 | Дар Божий         | Wend Kuuni            | Гастон Каборе        | Буркіна-Фасо |
| 1986 | Дерборанс         | Derborence            | Франсіс Рессер       | Швейцарія    |
| 1986 | Дама у кольорі    | La Dame en couleurs   | Клод Жютра           | Канада       |
| 1986 | Пилюка            | Dust                  | Маріон Генсель       | Бельгія      |
| 1986 | Вітаю тебе, Марія | Je vous salue, Marie  | Жан-Люк Годар        | Швейцарія    |
| 1986 | Бліде обличчя     | Visage pâle           | Клод Ганьон          | Канада       |
| 1986 |                   | Vivement ce soir      | Патрік ван Антверпен | Бельгія      |